# Indikativ i grønlandsk grammatik
Indikativ eller fremsættemåde er en modus, der betegner, at en verbalhandling er ligefrem og reel.
På grønlandsk vises indikativ med modusmorfemet {vu} i intransitiv og {va} i transitiv. Intransitiv indikativ bruger de absolutive personendelser, da det er en superordinat modus. Transitiv bruger normal konstruktion med en relativ agent og et absolutivt objekt.
Endelserne formes altså således:
Intransitiv: {vu}-ABS, f.eks. {vu}{ŋa} +vunga, som i 'nerivunga' (jeg spiser) (hvor + betyder, at endelsen er additiv).
Transitiv: {va}-REL-ABS, f.eks. {va}{m}{si} +vassi, som i 'asavassi' (jeg elsker jer).

## Intransitiv indikativ
|          | endelse |
| -------- | ------- |
| 1.ps.sg  | +vunga  |
| 2.ps.sg  | +vutit  |
| 3.ps.sg  | +voq    |
| 1.ps.pl. | +vugut  |
| 2.ps.pl. | +vusi   |
| 3.ps.pl. | -pput   |

 Der er for få eller ingen kildehenvisninger i denne artikel, hvilket er et problem. Du kan hjælpe ved at angive troværdige kilder til de påstande, som fremføres i artiklen.